# Mnais yunosukei
Mnais yunosukei är en trollsländeart som först beskrevs av Syoziro Asahina 1990.  Mnais yunosukei ingår i släktet Mnais och familjen jungfrusländor. IUCN kategoriserar arten globalt som livskraftig. Inga underarter finns listade i Catalogue of Life.